# اکرم عفیف
اکرم حسن عفیف یحیی عفیف الیافی (عربی: أکرم حسن عفیف یحیى عفیف الیافعی؛ زادهٔ ۱۱ مارس ۱۹۹۶) بازیکن فوتبال اهل قطر است که در پست وینگر چپ برای باشگاه السد در لیگ ستارگان قطر و تیم ملی قطر بازی می‌کند. اکرم در فهرست سه نفره بهترین بازیکن مرد سال کنفدراسیون فوتبال آسیا برای آوردن جام ملت‌های آسیا ۲۰۱۹ به همراه قطر انتخاب شده است. عفیف در سال ۲۰۱۹ برنده جایزه بهترین بازیکن سال آسیا شد. وی یکی از بازیکنان پرورش یافته از آکادمی اسپایر است.

## زندگی
اکرم عفیف از پدری سومالیایی-یمنی به‌نام حسن عفیف از قبیله یافع در دوحه متولد شد. مادر اکرم اهل یمن است. پدر عفیف در تانزانیا به دنیا آمد و بعداً به سومالی نقل مکان کرد. پدر او پیش از اینکه به قطر بیاید، در تیم ملی فوتبال سومالی بازی می‌کرد.
عفیف دانش‌آموختهٔ آکادمی اسپایر در سال ۲۰۱۵ است. او زبان اسپانیایی را برای حضور در باشگاه فوتبال سویا آموخت. دیگر بازیکن فوتبال، علی، برادر اوست.

## آمار باشگاهی

### السد قطر
| باشگاه     | دسته       | فصل        | لیگ قطر | لیگ قطر | امیرکاپ | امیرکاپ | آسیا | آسیا | جام قطر | جام قطر | اووردو کاپ | اووردو کاپ | جام شیخ‌جاسم | جام شیخ‌جاسم | جهان | جهان | مجموع | مجموع |
| باشگاه     | دسته       | فصل        | بازی    | گل      | بازی    | گل      | بازی | گل   | بازی    | گل      | بازی       | گل         | بازی        | گل          | بازی | گل   | بازی  | گل    |
| ---------- | ---------- | ---------- | ------- | ------- | ------- | ------- | ---- | ---- | ------- | ------- | ---------- | ---------- | ----------- | ----------- | ---- | ---- | ----- | ----- |
| السد قطر   | لیگ قطر    | ۱۸–۲۰۱۷    | ۷       | ۳       | ۰       | ۰       | ۱۲   | ۲    | ۱       | ۱       | ۰          | ۰          | ۰           | ۰           | ۰    | ۰    | ۲۰    | ۶     |
| السد قطر   | لیگ قطر    | ۱۹–۲۰۱۸    | ۲۲      | ۲۶      | ۲       | ۲       | ۱۱   | ۵    | ۰       | ۰       | ۰          | ۰          | ۱           | ۰           | ۰    | ۰    | ۳۶    | ۳۳    |
| السد قطر   | لیگ قطر    | ۲۰–۲۰۱۹    | ۱۹      | ۱۵      | ۱       | ۰       | ۶    | ۳    | ۲       | ۲       | ۱          | ۱          | ۰           | ۰           | ۳    | ۰    | ۳۲    | ۲۱    |
| السد قطر   | لیگ قطر    | ۲۱–۲۰۲۰    | ۱۱      | ۵       | ۳       | ۲       | ۰    | ۰    | ۱       | ۰       | ۰          | ۰          | ۰           | ۰           | ۰    | ۰    | ۱۵    | ۷     |
| السد قطر   | لیگ قطر    | ۲۲–۲۰۲۱    | ۱۸      | ۱۳      | ۳       | ۱       | ۶    | ۱    | ۰       | ۰       | ۰          | ۰          | ۰           | ۰           | ۰    | ۰    | ۲۷    | ۱۵    |
| السد قطر   | لیگ قطر    | ۲۳–۲۰۲۲    | ۱۵      | ۱۰      | ۴       | ۱       | ۰    | ۰    | ۲       | ۰       | ۱          | ۰          | ۰           | ۰           | ۰    | ۰    | ۲۲    | ۱۱    |
| السد قطر   | لیگ قطر    | ۲۴–۲۰۲۳    | ۱۷      | ۲۱      | ۰       | ۰       | ۵    | ۰    | ۰       | ۰       | ۰          | ۰          | ۰           | ۰           | ۰    | ۰    | ۲۲    | ۲۱    |
| مجموع السد | مجموع السد | مجموع السد | ۱۰۹     | ۹۳      | ۱۳      | ۶       | ۴۰   | ۱۱   | ۶       | ۳       | ۲          | ۱          | ۱           | ۰           | ۳    | ۰    | ۱۷۴   | ۱۱۴   |

## آمار ملی

### بازی‌های ملی
تا تاریخ ۱۰ فوریه ۲۰۲۴
| قطر   | قطر  | قطر | قطر    |
| سال   | بازی | گل  | پاس گل |
| ----- | ---- | --- | ------ |
| ۲۰۱۵  | ۵    | ۱   | ۴      |
| ۲۰۱۶  | ۷    | ۰   | ۰      |
| ۲۰۱۷  | ۱۷   | ۴   | ۰      |
| ۲۰۱۸  | ۱۰   | ۶   | ۱      |
| ۲۰۱۹  | ۱۹   | ۶   | ۱۴     |
| ۲۰۲۰  | ۴    | ۲   | ۰      |
| ۲۰۲۱  | ۱۹   | ۴   | ۱۱     |
| ۲۰۲۲  | ۱۵   | ۳   | ۰      |
| ۲۰۲۳  | ۶    | ۰   | ۳      |
| ۲۰۲۴  | ۸    | ۹   | ۳      |
| مجموع | ۱۱۰  | ۳۵  | ۳۶     |

### گل‌های ملی
| شماره | تاریخ           | میزبان  | بازی ملی | حریف       | نتیجه | رقابت                   |
| ----- | --------------- | ------- | -------- | ---------- | ----- | ----------------------- |
| ۱     | ۳ سپتامبر ۲۰۱۵  | دوحه    | ۱        | بوتان      | ۱۵–۰  | مقدماتی جام جهانی ۲۰۱۸  |
| ۲     | ۶ ژوئن ۲۰۱۷     | دوحه    | ۱۶       | کرهٔ شمالی  | ۲–۲   | دوستانه                 |
| ۳     | ۱۳ ژوئن ۲۰۱۷    | دوحه    | ۱۷       | کرهٔ جنوبی  | ۳–۲   | مقدماتی جام جهانی ۲۰۱۸  |
| ۴     | ۵ سپتامبر ۲۰۱۷  | دوحه    | ۲۱       | چین        | ۱–۲   | مقدماتی جام جهانی ۲۰۱۸  |
| ۵     | ۲۳ دسامبر ۲۰۱۷  | کویت    | ۲۷       | یمن        | ۴–۰   | جام ملت‌های خلیج ۲۰۱۷    |
| ۶     | ۲۱ مارس ۲۰۱۸    | بصره    | ۳۰       | عراق       | ۳–۲   | دوستانه                 |
| ۷     | ۲۱ مارس ۲۰۱۸    | بصره    | ۳۰       | عراق       | ۳–۲   | دوستانه                 |
| ۸     | ۲۴ مارس ۲۰۱۸    | بصره    | ۳۱       | سوریه      | ۲–۲   | دوستانه                 |
| ۹     | ۱۱ سپتامبر ۲۰۱۸ | دوحه    | ۳۳       | فلسطین     | ۳–۰   | دوستانه                 |
| ۱۰    | ۱۲ اکتبر ۲۰۱۸   | دوحه    | ۳۴       | اکوادور    | ۴–۳   | دوستانه                 |
| ۱۱    | ۱۴ نوامبر ۲۰۱۸  | لوگانو  | ۳۵       | سوئیس      | ۱–۰   | دوستانه                 |
| ۱۲    | ۱ فوریه ۲۰۱۹    | ابوظبی  | ۴۶       | ژاپن       | ۳–۱   | جام ملت‌های آسیا ۲۰۱۹    |
| ۱۳    | ۱۵ اکتبر ۲۰۱۹   | الوکره  | ۵۳       | عمان       | ۲–۱   | مقدماتی جام جهانی ۲۰۲۲  |
| ۱۴    | ۱۹ نوامبر ۲۰۱۹  | دوشنبه  | ۵۴       | افغانستان  | ۱–۰   | مقدماتی جام جهانی ۲۰۲۲  |
| ۱۵    | ۲۹ نوامبر ۲۰۱۹  | دوحه    | ۵۶       | یمن        | ۶–۰   | جام ملت‌های خلیج ۲۰۱۹    |
| ۱۶    | ۲ دسامبر ۲۰۱۹   | دوحه    | ۵۷       | امارات     | ۴–۲   | جام ملت‌های خلیج ۲۰۱۹    |
| ۱۷    | ۲ دسامبر ۲۰۱۹   | دوحه    | ۵۷       | امارات     | ۴–۲   | جام ملت‌های خلیج ۲۰۱۹    |
| ۱۸    | ۴ دسامبر ۲۰۲۰   | دوحه    | ۶۲       | بنگلادش    | ۵–۰   | مقدماتی جام جهانی ۲۰۲۲  |
| ۱۹    | ۴ دسامبر ۲۰۲۰   | دوحه    | ۶۲       | بنگلادش    | ۵–۰   | مقدماتی جام جهانی ۲۰۲۲  |
| ۲۰    | ۱۳ ژوئیه ۲۰۲۱   | هیوستون | ۶۵       | پاناما     | ۳–۳   | جام طلایی کونکاکاف ۲۰۲۱ |
| ۲۱    | ۱۷ ژوئیه ۲۰۲۱   | هیوستون | ۶۶       | گرنادا     | ۴–۰   | جام طلایی کونکاکاف ۲۰۲۱ |
| ۲۲    | ۳ دسامبر ۲۰۲۱   | الریان  | ۷۷       | عمان       | ۲–۱   | جام عرب ۲۰۲۱            |
| ۲۳    | ۶ دسامبر ۲۰۲۱   | الخور   | ۷۸       | عراق       | ۳–۰   | جام عرب ۲۰۲۱            |
| ۲۴    | ۲۶ مارس ۲۰۲۲    | الریان  | ۸۲       | بلغارستان  | ۲–۱   | دوستانه                 |
| ۲۵    | ۲۷ سپتامبر ۲۰۲۲ | وین     | ۸۸       | شیلی       | ۲–۲   | دوستانه                 |
| ۲۶    | ۱۳ اکتبر ۲۰۲۲   | ماربیا  | ۸۹       | نیکاراگوئه | ۲–۱   | دوستانه                 |
| ۲۷    | ۵ ژانویه ۲۰۲۴   | دوحه    | ۱۰۳      | اردن       | ۱–۲   | دوستانه                 |
| ۲۸    | ۱۲ ژانویه ۲۰۲۴  | لوسیل   | ۱۰۴      | لبنان      | ۳–۰   | جام ملت‌های آسیا ۲۰۲۳    |
| ۲۹    | ۱۲ ژانویه ۲۰۲۴  | لوسیل   | ۱۰۴      | لبنان      | ۳–۰   | جام ملت‌های آسیا ۲۰۲۳    |
| ۳۰    | ۱۷ ژانویه ۲۰۲۴  | الخور   | ۱۰۵      | تاجیکستان  | ۱–۰   | جام ملت‌های آسیا ۲۰۲۳    |
| ۳۱    | ۲۹ ژانویه ۲۰۲۴  | الخور   | ۱۰۷      | فلسطین     | ۲–۱   | جام ملت‌های آسیا ۲۰۲۳    |
| ۳۲    | ۷ فوریه ۲۰۲۴    | دوحه    | ۱۰۹      | ایران      | ۳–۲   | جام ملت‌های آسیا ۲۰۲۳    |
| ۳۳    | ۱۰ فوریه ۲۰۲۴   | لوسیل   | ۱۱۰      | اردن       | ۳–۱   | جام ملت‌های آسیا ۲۰۲۳    |
| ۳۴    | ۱۰ فوریه ۲۰۲۴   | لوسیل   | ۱۱۰      | اردن       | ۳–۱   | جام ملت‌های آسیا ۲۰۲۳    |
| ۳۵    | ۱۰ فوریه ۲۰۲۴   | لوسیل   | ۱۱۰      | اردن       | ۳–۱   | جام ملت‌های آسیا ۲۰۲۳    |

## افتخارات

### السد
- لیگ ستارگان قطر(۳):۱۹–۲۰۱۸، ۲۰۲۰–۲۱، ۲۰۲۱–۲۲
- جام امیر قطر(۲): ۲۰۲۰، ۲۰۲۱
- جام ولیعهد قطر(۲):۲۰۲۰، ۲۰۲۱
- جام شیخ جاسم قطر(۱):۲۰۱۹
- جام ستارگان قطر(۱):۲۰۱۹–۲۰

### قطر
- جام ملت‌های آسیا(۲): ۲۰۱۹، ۲۰۲۳

### افتخارات فردی
- آقای گل لیگ ستارگان قطر: ۲۰۱۹–۲۰
- آقای پاس گل لیگ ستارگان قطر: ۲۰۱۸–۱۹، ۲۰۱۹–۲۰
- جزو تیم منتخب لیگ ستارگان قطر: ۲۰۱۸–۱۹، ۲۰۱۹–۲۰
- بهترین بازیکن لیگ ستارگان قطر:۲۰۱۸–۱۹، ۲۰۱۹–۲۰
- بهترین بازیکن سال قطر: ۲۰۱۹،[۹] ۲۰۲۳
- جزو تیم منتخب جام ملت‌های آسیا: ۲۰۱۹،[۱۰] ۲۰۲۳[۱۱]
- بازیکن فوتبال سال آسیا: ۲۰۱۹[۱۲]
- تیم منتخب سال آسیا از دید فدراسیون بین‌المللی تاریخ و آمار فوتبال:۲۰۲۰[۱۳]
- جزو تیم منتخب جام طلایی کونکاکاف: ۲۰۲۱[۱۴]
- جزو تیم منتخب جام ملت‌های اعراب: ۲۰۲۱[۱۵]
- کفش طلای جام ملت‌های آسیا: ۲۰۲۳
- بهترین بازیکن جام ملت‌های آسیا: ۲۰۲۳
- آقای گل جام ملت‌های آسیا: ۲۰۲۳